# 17. ceremonia wręczenia Orłów
17. ceremonia wręczenia Orłów za rok 2014 odbyła się 2 marca 2015 roku.
Ogłoszenie nominacji nastąpiło 5 lutego 2015 roku. Polskie Nagrody Filmowe zostały wręczone w 19 kategoriach.
Najwięcej nominacji, bo aż 13 otrzymał film: Bogowie, zaś 12: Jack Strong, Władysława Pasikowskiego.

## Laureaci i nominowani
Laureaci nagród są wyróżnieni wytłuszczeniem

### Najlepszy film
- Łukasz Palkowski – Bogowie
  - Władysław Pasikowski – Jack Strong
  - Jan Komasa – Miasto 44

### Najlepszy film europejski
(Kraj produkcji • Reżyser – Film)
- • Andriej Zwiagincew – Lewiatan
  -      • Lars von Trier – Nimfomanka cz. I
  -   • Paolo Sorrentino – Wielkie piękno

### Najlepszy film dokumentalny
- Jan Komasa – Powstanie Warszawskie
  - Piotr Rosołowski, Elwira Niewiara – Efekt domina
  - Krzysztof Magowski – Sen o Warszawie

### Najlepszy filmowy serial fabularny
- Jan Hryniak – Czas honoru - Powstanie
  - Wojciech Adamczyk – Ranczo (seria 8)
  - Kasia Adamik, Michał Gazda – Wataha

### Najlepsza reżyseria
- Łukasz Palkowski – Bogowie
  - Władysław Pasikowski – Jack Strong
  - Jan Komasa – Miasto 44

### Najlepszy scenariusz
- Krzysztof Rak – Bogowie
  - Władysław Pasikowski – Jack Strong
  - Wojciech Smarzowski – Pod Mocnym Aniołem

### Najlepsza główna rola kobieca
- Maja Ostaszewska – Jack Strong
  - Zofia Wichłacz – Miasto 44
  - Agata Kulesza – Pani z przedszkola

### Najlepsza główna rola męska
- Tomasz Kot – Bogowie
  - Marcin Dorociński – Jack Strong
  - Robert Więckiewicz – Pod Mocnym Aniołem

### Najlepsza drugoplanowa rola kobieca
- Kinga Preis – Pod Mocnym Aniołem
  - Karolina Gruszka – Pani z przedszkola
  - Kinga Preis – Bogowie

### Najlepsza drugoplanowa rola męska
- Piotr Głowacki – Bogowie
  - Ireneusz Czop – Jack Strong
  - Adam Woronowicz – Pani z przedszkola
  - Arkadiusz Jakubik – Pod Mocnym Aniołem

### Najlepsze zdjęcia
- Piotr Sobociński jr. – Bogowie
  - Marian Prokop – Miasto 44
  - Antoni Wawrzyniak, Stefan Bagiński, Roman Banach, Andrzej Ancuta, Jerzy Gabryelski, Seweryn Kruszyński, Kazimierz Pyszkowski, Jerzy Zarzycki, Stanisław Bala, Ryszard Szope, Antoni Bohdziewicz, Henryk Vlassak, Edward Szope, Wacław Kaźmierczak – Powstanie Warszawskie

### Najlepsza muzyka
- Czesław Niemen – Sen o Warszawie
  - Witold Lutosławski – Granatowy zeszyt
  - Jan Duszyński – Jack Strong
  - Wojciech Kilar – Obce ciało

### Najlepsza scenografia
- Marek Warszewski, Grzegorz Piątkowski – Miasto 44
  - Wojciech Żogała – Bogowie
  - Joanna Macha – Jack Strong

### Najlepsze kostiumy
- Magdalena Jadwiga Rutkiewicz - Luterek, Dorota Roqueplo – Miasto 44
  - Ewa Gronowska – Bogowie
  - Małgorzata Braszka, Michał Koralewski – Jack Strong

### Najlepszy montaż
- Michał Czarnecki – Miasto 44
  - Jarosław Barzan – Bogowie
  - Jarosław Kamiński – Jack Strong
  - Agnieszka Glińska – Jeziorak

### Najlepszy dźwięk
- Bartosz Putkiewicz – Powstanie Warszawskie
  - Michał Fojcik, Bartłomiej Bogacki – Bogowie
  - Jan Freda, Kacper Habisiak, Marcin Kasiński – Jack Strong

### Odkrycie roku
- Zofia Wichłacz – Miasto 44 (Aktorka)
  - Ewa Gronowska – Bogowie (Kostiumy)
  - Kacper Fertacz – Hardkor Disko (Zdjęcia)

### Nagroda za osiągnięcia życia
- Franciszek Pieczka

### Nagroda publiczności
- Łukasz Palkowski – Bogowie
  - Władysław Pasikowski – Jack Strong
  - Jan Komasa – Miasto 44

## Podsumowanie liczby nominacji
(Ograniczenie do dwóch nominacji)

13: Bogowie
12: Jack Strong
9: Miasto 44
4: Pod Mocnym Aniołem
3: Powstanie Warszawskie, Pani z przedszkola
2: Sen o Warszawie

## Podsumowanie liczby nagród
(Ograniczenie do dwóch nominacji)

7: Bogowie
4: Miasto 44
2: Powstanie Warszawskie